# Genysa
Genre
Synonymes
- Diadocyrtus Simon, 1902
- Genysochoera Simon, 1902

Genysa est un genre d'araignées mygalomorphes de la famille des Idiopidae.

## Distribution
Les espèces de ce genre sont endémiques de Madagascar.

## Liste des espèces
Selon World Spider Catalog (version 14.0, 2013) :
- Genysa bicalcarata Simon, 1889
- Genysa decorsei (Simon, 1902) espèce décrite dans Diadocyrtus
- Genysa decorsei (Simon, 1902) espèce décrite dans Genysochoera nom préoccupé à renommer ...

## Publication originale
- Simon, 1889 : Études arachnologiques. 21e Mémoire. XXXI. Descriptions d'espèces et de genres nouveaux de Madagascar et de Mayotte. Annales de la Société Entomologique de France, sér. 6, vol. 8, p. 223-236 (texte intégral).